# Matanza de San Bartolomé

La matanza de San Bartolomé o masacre de San Bartolomé (en francés: le massacre de la Saint-Barthélemy) fue el asesinato en masa de hugonotes (cristianos protestantes franceses de doctrina calvinista) durante las guerras de religión de Francia del siglo XVI. Comenzó en la noche del 23 al 24 de agosto de 1572 en París y se extendió durante meses por todo el país.

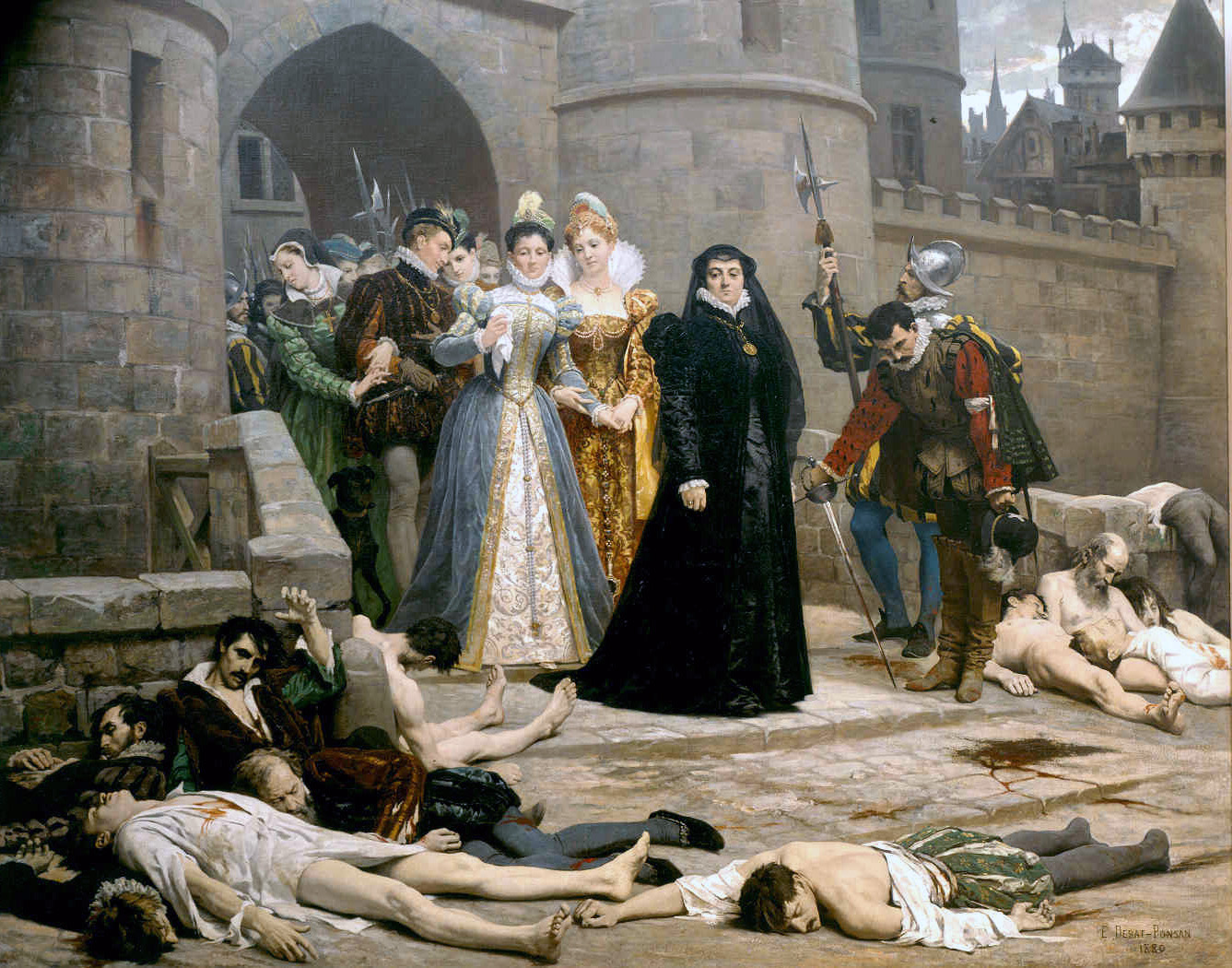
Una mañana a las puertas del Louvre, pintura de Edouard Debat-Ponsan, del. Catalina de Médici aparece vestida de negro.

## Contexto
La matanza de San Bartolomé, inscrita en el contexto general de las guerras político-religiosas de Francia, fue precedida por acontecimientos que ilustran esa violencia, pues fue resultado de un «proceso en escalada, cuyas últimas consecuencias no había deseado ni previsto», según expresó Catalina de Médici, aunque se habló de premeditación basándose en diversos puntos:
- La paz de Saint-Germain, que puso fin a la tercera guerra religiosa el 8 de agosto de 1570.
- El matrimonio de Enrique de Navarra y Margarita de Valois el 18 de agosto de 1572.
- El atentado contra uno de los dirigentes del partido de los hugonotes, el almirante Gaspar de Coligny, el 23 de agosto de 1572.

La rivalidad política entre católicos y protestantes franceses (hugonotes) provocó la matanza de San Bartolomé en 1572. El rey Carlos IX y su madre, Catalina de Médici, temían que los hugonotes se hicieran con el poder. Por este motivo, ordenaron el asesinato de Gaspar de Coligny. La matanza comenzó el 24 de agosto en París y se extendió a las provincias.

## Una paz y un matrimonio no aceptado
La paz de Saint-Germain, que puso fin a la tercera guerra de religión entre católicos y protestantes, resultó ser muy precaria, dado que los católicos más intransigentes no aceptaron varios de sus términos, como la infiltración del partido protestante en la Corte y la administración. Tanto la reina madre Catalina de Médici como su hijo Carlos IX —que estaban dispuestos a realizar concesiones para que no se reanudara la guerra y sabían de las dificultades financieras del reino— defendieron los términos de la paz y permitieron que Gaspar de Coligny, líder de los protestantes, formara parte del consejo real.
Para afianzar la paz entre los dos partidos religiosos, Catalina de Médici concertó el matrimonio de su hija Margarita con el príncipe protestante Enrique de Navarra, futuro rey Enrique IV de Francia. La boda, prevista para el 18 de agosto de 1572, no fue aceptada ni por el papa Pío V ni por su sucesor Gregorio XIII, en funciones cuando tuvo lugar la matanza. El rey Felipe II de España condenó de manera rotunda la política de la reina madre, y acabaría siendo el beneficiario de los hechos.

## Una ciudad en tensión
La boda propició que acudieran a París, en apoyo del príncipe navarro, un gran número de nobles protestantes. Al mismo tiempo, la mayoría de la población de París, que era católica, no vio con agrado la llegada de los protestantes a la ciudad. Los predicadores católicos, en su mayoría capuchinos, hicieron patente su rechazo frontal hacia el matrimonio de una princesa de Francia con un protestante. Incluso el Parlamento de París decidió mostrar su malestar por este matrimonio. Las protestas del pueblo se evidenciaron y acentuaron ante el derroche de gastos y lujos que este matrimonio comportaba, más los rencores en ambos bandos por las matanzas anteriores.
La Corte estaba en tensión, Catalina de Médici no logró obtener el permiso del Papa para este matrimonio excepcional, y los prelados franceses no sabían qué actitud tomar. La reina madre empleó todas sus estrategias a fin de convencer al cardenal de Borbón para que oficiase los esponsales. La rivalidad entre los bandos religiosos se recrudeció cuando la católica Casa de Guisa dejó de estar dispuesta a ceder su lugar a los Montmorency. Francisco, duque de Montmorency y gobernador de París, que no consiguió controlar las revueltas urbanas, trató de eludir los problemas que se avecinaban y prefirió abandonar la ciudad días después de celebrado el matrimonio.

## La tentativa de asesinato de Coligny
El 22 de agosto de 1572 se perpetró un atentado con arcabuz contra el hugonote Gaspar de Coligny. El almirante perdió un dedo y resultó herido en el brazo izquierdo. Las sospechas se orientaron hacia los Guisa y se apuntó a la posible complicidad de la reina madre, Catalina de Médici. Se especuló que el atentado era un intento por sabotear el proceso de paz, pero los más exaltados vieron en él un castigo divino. Aunque resulta imposible saber quién fue el instigador, la historiografía baraja tres nombres:
- Los Guisa: son los sospechosos más probables. Mentores del partido católico, habrían querido vengar la muerte de Francisco de Guisa, asesinado diez años antes, según ellos por orden de Coligny. El disparo contra el almirante se hizo desde la casa de un miembro de la familia. El cardenal de Lorena, el duque de Aumale y la duquesa viuda Antoinette serían los miembros determinantes de la familia. Sin embargo, algunos historiadores piensan que los Guisa estaban demasiado ansiosos por recuperar el favor del rey, por lo que no hubieran cometido la imprudencia de hacer algo que lo irritase.

- El duque de Alba, gobernador de los Países Bajos en nombre de Felipe II: Coligny proyectaba una intervención militar en los Países Bajos para liberarlos de la influencia católica de la potencia hegemónica en Europa, continuando con la alianza que había contraído con los Nassau. En junio de ese año había enviado en forma clandestina un numeroso contingente para socorrer a los protestantes de Mons, asediados por el duque de Alba. Tras el matrimonio de Enrique de Navarra y Margarita de Valois, Coligny esperaba que estallase la guerra contra España a fin de consolidar la unión entre católicos y protestantes franceses. A los ojos de los españoles, el almirante representaba por tanto una amenaza cierta. Sin embargo, la correspondencia de Diego de Zúñiga y Benavides, embajador español en Francia, el duque de Alba o Felipe II, no permite probar la implicación de la Corona española en el atentado contra el líder hugonote; al contrario, Diego de Zúñiga afirmaba en sus despachos que la presencia de Coligny al lado de Carlos IX constituía ante todo un freno a la guerra abierta en los Países Bajos. Según el embajador, la Corona francesa no se «quitaría la máscara» y continuaría practicando una guerra encubierta a fin de no reforzar la influencia de Coligny como cabeza de las tropas reales.[9]

- Catalina de Médici: según la tradición, Coligny habría adquirido demasiada influencia sobre el joven rey. Carlos IX lo había escogido como su favorito, llamándolo fraternalmente «mon père». Inevitablemente, la reina madre sufriría celos y un gran temor de ver a su hijo arrastrado a una guerra contra la potencia española conforme a los consejos políticos del almirante. Sin embargo, la mayor parte de los historiadores contemporáneos encuentran difícil creer en la culpabilidad de Catalina de Médici a la vista de sus esfuerzos por alcanzar la paz en el interior de Francia y la tranquilidad del Estado. Para otros, no estaría probado además que Coligny ejerciese una influencia decisiva sobre Carlos IX.

- Un acto aislado, encargado por alguna persona de importancia secundaria, cercana a los medios de los Guisa y proespañoles.

## La noche de San Bartolomé
El intento de asesinato de Coligny es el desencadenante de la crisis que desembocó en la matanza. El almirante Coligny era el líder del partido de los hugonotes (protestantes), muy respetado. Consciente del peligro protestante, el rey se entrevistó con Coligny asegurándole amparo. Mientras la reina madre cenaba, los protestantes irrumpieron para pedir justicia. Esta situación hizo crecer los temores de una revuelta de los hugonotes buscando represalias; más aún, la presencia en las afueras de París del cuñado de Coligny, al mando de unos 4000 hombres que acampaban allí, creó en los católicos de la ciudad la certeza de que se preparaba una matanza por los protestantes para vengar el atentado. Esa noche, Catalina de Médici mantuvo una reunión en las Tullerías con sus consejeros italianos y el barón de Retz.
La noche del 23 de agosto, Catalina se entrevistó con el rey para discutir la peligrosa situación. Carlos IX decidió, entonces, eliminar a los cabecillas protestantes, con excepción de los príncipes Enrique de Navarra y su primo el príncipe de Condé, quienes fueron obligados a convertirse al catolicismo, abjurando del protestantismo, para salvar la vida. Poco después, las autoridades municipales de París fueron convocadas al palacio. Se les ordenó cerrar todas las puertas de la ciudad y proporcionar armas a los burgueses, a fin de prevenir cualquier tentativa de sublevación. Es difícil todavía determinar la cronología de los hechos y conocer el momento exacto en el que empezó la masacre. Parece ser que fue una señal dada por las campanas a rebato desde la iglesia de San Germán en Auxerrois, próxima al Palacio del Louvre y entonces iglesia parroquial de los reyes de Francia. De inmediato, los nobles protestantes fueron expulsados del palacio del Louvre y masacrados en las calles. El almirante Coligny fue sacado por la fuerza de su lecho y arrojado a la calle por una ventana del palacio. Ya de madrugada, el pueblo empezó a perseguir a los protestantes por toda la ciudad. La matanza de miles de personas continuó durante varios días, pese a las tentativas del rey por detenerla.
Según las Memorias de Margarita de Valois, que es el único testimonio presencial escrito por un miembro de la familia real sobre la masacre, su madre Catalina de Médici le habría preguntado si quería cancelar su boda con Enrique de Navarra, a lo que ella habría respondido que eso era imposible porque ya habrían consumado su matrimonio, al sospechar ella «que el propósito de separarme de mi esposo era para intentar hacerle algo malo».

## Estadísticas de muertos
Nunca se han recopilado cifras precisas de víctimas, e incluso en los escritos de historiadores modernos hay un rango considerable, aunque cuanto más especializado es el historiador, más bajas tienden a ser. En el extremo inferior están las cifras de aproximadamente 2000 en París,  y 3000 en las provincias, esta última cifra una estimación de Philip Benedict en 1978. Otras estimaciones son de aproximadamente 10 000 en total y en el mayor 30 000 en total, según "una estimación contemporánea e imparcial" citada por los historiadores Felipe Fernández-Armesto y D. Wilson.

## Interpretación
La conclusión de lo acontecido se dirime entre las causas y la responsabilidad de la matanza:
- La interpretación tradicional es que Catalina de Médici y sus consejeros católicos fueron los principales responsables de lo sucedido. Ellos habrían forzado a Carlos IX, dubitativo y veleidoso, a tomar esta decisión.
- Para otros, Carlos IX temía una insurrección protestante, que habría tratado de sofocar para defender su poder; la responsabilidad de lo ocurrido recaería por tanto sobre Carlos IX. De los consejeros católicos de Catalina, se dice que no estaba ninguno en el consejo de la reina en el momento de la matanza.
- Existe la opinión de que fueron los ciudadanos de París, antihugonotes, los responsables de la matanza. Los Guisa, muy populares entre el pueblo, aprovecharon esta situación para presionar tanto al rey como a la reina. Y Carlos IX habría provocado este amotinamiento obligado por los Guisa, la burguesía y el pueblo.

## El día de San Bartolomé
El 26 de agosto el rey, en una sesión solemne de las Cortes endosó a los hugonotes la responsabilidad de la matanza, al declararlos participantes de un complot regicida. Estipuló que pretendía:
"prevenir la ejecución de una detestable y desdichada conspiración tramada por el susodicho almirante, jefe y autor de la misma y sus secuaces y cómplices contra el rey y su Estado, la reina, su madre, MM. sus hermanos, el rey de Navarra y cuantos príncipes y nobles que estuvieran a su lado".
De todos modos, en las capitales de provincia se secundó la masacre. El 25 de agosto, los asesinatos tuvieron lugar en Orleans y Meaux; el 26 en Charité-sur-Loire; el 28 y 29 en Angers y Saumur; el 31 de agosto, en Lyon; el 11 de septiembre en Bourges; el 3 de octubre en Burdeos; etc. El número de muertos se estima en 3000 en París y de 10 000 a 20 000 en toda Francia.
Tras estos hechos, las opiniones moderadas quedaron abrumadas "por la intensidad del odio político-religioso que llevó, en 1572, a la matanza de protestantes de París, que se hizo famosa en Europa: el papa (Gregorio XIII) acuñó una moneda conmemorativa" y mandó pintar un fresco en una de las habitaciones de El Vaticano. En cuanto supo la noticia, organizó un solemne Te Deum en la basílica de San Pedro. Mientras Felipe II de España demostró al parecer su satisfacción, Isabel I de Inglaterra se negó a recibir al embajador francés, hasta que pareció aceptar la tesis de la conspiración.
La matanza de San Bartolomé desembocó en la cuarta guerra religiosa. Las hostilidades se reanudaron (aunque fueron interrumpidas por treguas, 1575-1580). El Edicto de Nantes, de 1598, concederá libertad de culto "en todos aquellos lugares donde se ejercía libremente en 1597 [...] pero no se admite ni en París ni donde resida la corte".
En los medios intelectuales, Giovanni Bottero o Tommaso Campanella (el autor de La ciudad del sol) se desesperaron por las luchas intestinas de Europa. Las guerras de religión fortalecen la idea de nación particular y, por su parte, Jean Bodin expuso en La república (1576) una teoría marcadísima de la monarquía absoluta. Las heridas solo se curaron con el paso del tiempo, como pronto hasta principios del siglo XVII por las nuevas ordenanzas reales; pero los límites entre los países, tras las guerras paralelas, se convirtieron en auténticas fronteras fijas y permanentes, dadas las suspicacias generadas: la división de Europa se acentuó entre una Europa atlántica protestante separada por los intereses comerciales de cada país, y una Europa mediterránea católica que empieza a perder el protagonismo histórico que hasta entonces había tenido, es decir, la tesis principal de Fernand Braudel en su libro El Mediterráneo y el mundo mediterráneo en la época de Felipe II.